# Browserspil
Browserspil er spil der spilles online via Internettet. De er forskellige fra andre konsol- og computerspil i det de ikke kræver at man først installerer en klient på computeren. Nogle spil afhænger udelukkende client-side teknologier så som webbrowsere, og diverse plug-ins så som Java og Flash, eller indbyggede teknologier så som Ajax, mens andre også inkludere server-side scripts. Den sidstnævnte løsning er ofte brugt til (massive) multiplayer-spil, mens client-side mere bruges til singleplayer-spil. Spil spillet i en webbrowser kaldes ofte også for browser-baserede spil.

## Historie
Som udviklingen af Internettet og webbrowserer skred frem, begyndte folk at skabe browserspil der udnyttede browseren som klient. Simple singleplayer spil blev lavet, der kunne spilles via HTML og HTML scriptteknologier. (Oftest JavaScript, ASP, PHP, og MySQL)) De mere komplicerede typer ville kontakte en webserver, hvilket gjorde det muligt at spille i multiplayer miljøer.
Udviklingen af web-baserede grafikteknologier så som Flash og Java gjorde det muligt at lave mere komplekse browserspil. Disse spil, der også kendes under deres relaterede teknologi som Flash-spil og Java-spil, blev hurtigt populære. Mange arkadespil der originalt var udgivet tilbage i 1980'erne, så som Pac-Man og Frogger, blev genskabte som spil der kunne spilles via et Flash plug-in på en hjemmeside. Mange browserspil har en begrænset multiplayer-del, der ofte blot optræder som et singleplayer spil med en highscore liste der kan ses af alle spillerne.
Browserbaserede kæledyrsspil er også blevet meget populære blandt den yngre generation af online spillere. Disse kan række fra spil med millioner af spillere, så som Neopets, til andre mindre community-baserede spil.
I nyere tid har udviklere af browserspil taget brug af webteknologier så som Ajax for at gøre det muligt at lave mere komplicerede multiplayer spil.